# Bloc du Nord-Ouest

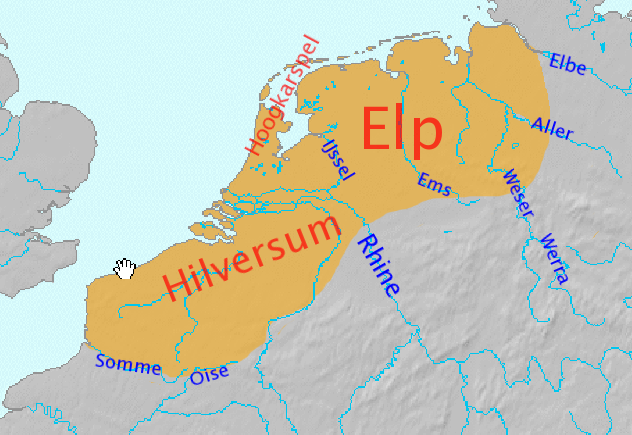
Aire culturelle hypothétique du bloc du Nord-Ouest.

Le bloc du Nord-Ouest est une aire culturelle hypothétique dont plusieurs chercheurs du XXe siècle ont proposé l'existence pendant les âges du bronze et du fer sur l'aire actuelle des Pays-Bas, de la Belgique, du Nord-Ouest de l'Allemagne et du Nord de la France. Elle aurait été approximativement délimitée par l'Elbe, la Meuse, l'Oise et la Somme.
D'une manière plus générale et dans une zone géographique beaucoup plus étendue, les linguistes observent parfois des similitudes, notamment au plan lexical, entre les branches indo-européennes du nord-ouest.

## Historique
La théorie a été énoncée pour la première fois en 1962 par Rolf Hachmann, un historien, Georg Kossack, un archéologue, et Hans Kuhn, un linguiste. Ils reprenaient le travail d'un linguiste belge, Maurits Gysseling, qui avait été inspiré par l'archéologue belge Siegfried De Laet. La proposition originale de Gysseling était qu'une autre langue pouvait avoir existé quelque part entre les domaines celtique et germanique dans les régions « belges ».
L'appellation bloc du Nord-Ouest est due au linguiste allemand Hans Kuhn, qui considérait que les habitants de cette région n'étaient ni celtes, ni germains. Il leur attribuait donc une langue et une culture distinctes. Selon Kuhn et ses partisans, la région a été germanisée au plus tard au début de notre ère.

## Hypothèses linguistiques
En ce qui concerne la langue parlée par les populations de l'Âge du fer du bloc du Nord-Ouest, Kuhn envisageait des affinités linguistiques avec le vénète. D'autres hypothèses rapprochent le bloc du Nord-Ouest du rhète (langue tyrsénienne) ou des langues centum en général (illyrien, langues paléo-balkaniques). Gysseling envisageait une langue belge intermédiaire entre le germanique et le celtique, qui aurait pu être liée à l'italique. Selon Luc Van Durme, un linguiste belge, les preuves d'une présence celtique dans les Pays-Bas sont quasi absentes de la toponymie. Selon Kuhn, comme l'indo-européen /b/ est très rare et comme ce /b/ est la seule source de /p/ réguliers (via la loi de Grimm) dans les langues germaniques, les nombreux /p/ qui sont présents dans ces langues doivent avoir une autre source. De même, en celtique, le /p/ indo-européen s'est amuï et, dans les mots hérités régulièrement, n'existe que dans « les langues celtiques en p » (gaulois et brittonique), comme un résultat de la loi /kʷ/ → /p/. Tous ces éléments signifient qu'un mot en p- dans une langue germanique qui n'est ni un emprunt au latin ni aux langues celtiques en p doit avoir été emprunté à une autre langue, et Kuhn émet l'hypothèse qu'il s'agit de la langue du bloc du Nord-Ouest.
Antoine Meillet a identifié une longue série d’éléments lexicaux communs à l’italique, au celtique, au germanique, au balte et au slave qui n’ont trouvé aucune correspondance dans les autres langues indo-européennes. Avec une meilleure connaissance de l’anatolien, du tokharien et des langues iraniennes ultérieures, certains de ces éléments supposés exclusifs ont être réévalués. Par exemple, la racine *seh1- ‘semer’ (lat. sēmen ‘graine’, vieil irlandais síl, vieux haut allemand sāmo, vieux-slave sěmę ‘graine’, lith. sė́ti ‘semer’) a maintenant un terme apparenté en hitt. šāi, šiyanzi ‘presser’. L’élément *seh1- doit être reconstruit au niveau le plus élevé du proto-indo-européen, mais la spécialisation en « semer » ne se trouve toujours que dans le nord-ouest.
Le linguiste Peter Schrijver fait l'hypothèse que les caractéristiques lexicales et typologiques de la région pourraient être dues à un substrat inconnu dont l'influence pourrait avoir joué sur le développement historique des langues romanes et germaniques de la région. Il suppose l'existence préalable de langues pré-indo-européennes liées à la culture rubanée du Néolithique et à une famille de langues caractérisée par des verbes complexes, dont les langues caucasiennes du Nord-Ouest pourraient être les seuls représentants actuels. Même s'il suppose qu'elles ont laissé des traces dans les autres langues indo-européennes, leur influence aurait été particulièrement forte sur les langues celtiques du Nord des Alpes et sur la région comprenant la Belgique et la Rhénanie.
On ignore la date exacte de l'installation des Germains dans la région. La zone du bloc du Nord-Ouest située au nord du Rhin est traditionnellement considérée comme une partie de la région dominée par l'âge du bronze septentrional, l'âge du fer de Harpstedt étant généralement considéré comme le représentant des antécédents germaniques à l'ouest de la culture de Jastorf. Le développement général correspond à l'émergence du germanique dans les autres régions à l'est, précédemment caractérisées par l'âge du bronze septentrional. Ceci implique peut-être également un certain degré de diffusion culturelle germanique. La zone néerlandaise n'aurait pas été affectée par l'immigration celtique. À partir des environs du Ier siècle, cette région connait le développement du groupe de dialectes germaniques « Weser-Rhin », qui aboutira au vieux-francique à partir du IVe siècle.
Le problème linguistique demeure irrésolu et, jusqu'à présent, aucune preuve concluante n'a été apportée pour pouvoir soutenir une solution alternative. James Patrick Mallory considère que ce problème est un rappel salutaire du fait que certains groupes linguistiques qui n'obéissent pas complètement à la classification actuelle peuvent avoir survécu jusqu'à l'aube de la période historique.
Néanmoins, il existe encore de nombreux termes dont la distribution se situe dans le nord-ouest de la zone géographique des langues indo-européennes. Certains d'entre eux pourraient être des emprunts communs ou indépendants à des langues sous-jacentes. Ce scénario est particulièrement plausible pour les noms de la flore et de la faune. Un exemple de ce type pourrait être « aulne ». Les mots apparentés à ce mot présentent une remarquable variation formelle qu'il est difficile de faire remonter à la morphophonologie exclusivement indo-européenne : lat. alnus < *alsno- ; proto-germanique *alisō (vieux néerlandais elis dans les noms de lieux ; moyen néerlandais else, esp. aliso) ~ *alizō (vieux haut allemand elira) ~ *aluz- (vieux norrois ǫlr, vieil anglais alor) ; lith. alìksnis al̃ksnis, el̃ksnis ; proto-slave *olьxa (ru. ol’xá) ~ *elьxa (Ru. dial. elxá, bulg. elxá) ~ *olьša (Cz. olše) ~ *eliša (SCr. jȅlša). Cf. basque haltz. Le mot peut cependant aussi apparaître dans le macédonien ἄλιζα (Hsch.) traduit par « peuplier ».

## Cultures archéologiques

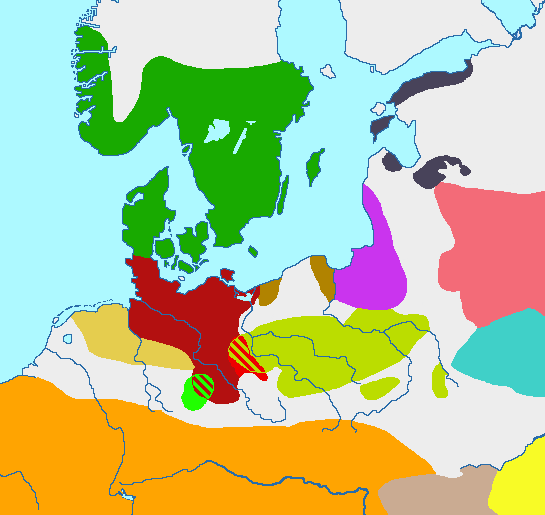
Âge du fer récent de l'Europe septentrionale. Une phase tardive de la culture de Jastorf est représentée en rouge foncé et le groupe de Nienburg en jaune, bordant le « groupe nordique » au nord, recouvrant la culture de Przeworsk à l'est et le groupe de Gubiner (influencé par la culture de Przeworsk au sud.

Les éléments archéologiques invoqués dans l'hypothèse du bloc du Nord-Ouest remontent jusqu'à 3000 av. J.-C. Ces cultures archéologiques sont compatibles avec l'hypothèse, mais ne la prouvent pas.
On suppose que la culture campaniforme est originaire de cette région, puisque les premiers stades de cette culture dérivent apparemment d'éléments précoces de la culture de la céramique cordée, dont l'origine se trouverait aux Pays-Bas et en Rhénanie.
La culture campaniforme (de 2700 à 2100 av. J.-C.) se développa localement et atteignit l'Âge du bronze (de 2100 à 1800 av. J.-C.). Au cours du IIe millénaire av. J.-C., la région se trouve entre les aires des âges du bronze atlantique et nordique et est divisée en une région septentrionale et une région méridionale, plus ou moins délimitées par le cours du Rhin. Au nord apparait la culture d'Elp (en) (de 1800 à 800 av. J.-C.), caractérisée dans une phase initiale par des tumulus qui montrent des liens étroits avec d'autres groupes de tumulus d'Europe du Nord (autre point commun : la céramique de mauvaise qualité ou Kümmerkeramik). Cette culture évolua ensuite progressivement vers la culture des champs d'urnes (de 1200 à 800 av. J.-C.). La région méridionale était alors dominée par la culture d'Hilversum  (de 1800 à 800 av. J.-C.), qui hérita de liens culturels avec la Grande-Bretagne.
À partir de 800 av. J.-C., la zone fut influencée par la culture de Hallstatt. Actuellement, on considère que les innovations de l'Âge du fer aux Pays-Bas n'impliquent pas d'intrusions celtiques substantielles et qu'elles résultent d'un développement local.

## Germains
Au cours des derniers siècles avant notre ère émerge dans les régions précédemment occupées par la culture d'Elp la culture, probablement germanique, de Harpstedt, à l'ouest de la culture germanique de Jastorf, alors que les régions méridionales sont investies par la culture celtique de La Tène, ce qui est cohérent avec l'affirmation de Jules César selon laquelle le Rhin formait la frontière entre les tribus celtes et germaniques.
Plus tard, le repli des Romains aboutit à la disparition des produits importés tels que la céramique et la monnaie et à un retour à des méthodes de production de l'âge du fer local presque inchangées. Au nord, la majorité de la population continua à vivre dans les mêmes fermes à trois nefs, alors qu'à l'est apparaissent de nouveaux types de bâtiments. Plus au sud, en Belgique, les résultats archéologiques pour cette période indiquent une immigration venue du Nord.

## Période romaine
Avec l'apparition de sources historiographiques (Tacite, Ier siècle), la région est généralement appelée « zone frontière » entre les influences celtique (gauloise) et germanique.
Les tribus localisées dans la région sont notamment les Bataves, les Belges, les Chattes, les Hermundures, les Chérusques, les Sicambres, les Usipètes, les Tenctères. César considère que le cours du Rhin est la frontière entre les Gaulois et les Germains. Les Belges étaient considérés comme gaulois (et les Usipètes comme germaniques, etc.) selon ce principe et pas au sens actuel (linguistique) de ces termes.

## Religion et mythologie
La région du bloc du Nord-Ouest est le foyer de différentes divinités païennes dont les noms n'ont pas d'origine linguistique claire ou d'équivalents dans les mythologies celtique et germanique (par exemple Nehalennia et Nerthus). La région du bas Rhin se caractérise par une concentration de déesses triples (les matrones), qui ressemblent beaucoup à la déesse préceltique et prégermanique Nehalennia (même si ses origines sont confuses ; certains ont suggéré qu'elle est liée à Nerthus). L'influence de certaines triades semble se limiter à une seule unité ethnique, comme les mères Hamavehic et Hiannanefatic des Chamaves et des Cananefates. Selon Georges Dumézil, le système conceptuel trifonctionnel peut être attribué aux anciens Indo-Européens. Il est possible que les déesses Nehalennia, Tanfana et le Donar des Bataves, leur dieu suprême (qui était appelé Hercules Magusanus par les Romains), et le dieu frison de la justice Fosite soient apparus dans cette région avant la période romaine. Le lien avec Hercule indique une origine pastorale du culte de Hercules Magusanus. Le culte de Donar (l'équivalent continental de Thor) était également lié au pastoralisme. Le culte nordique, obscur et plus récent de Magni, une personnification plus jeune d'un fils de Thor, aurait dérivé du culte de Magusanus. Ceci serait cohérent avec l'origine supposée continentale du culte nordique de Forseti. L'étymologie de Fosite est moins claire que celle de Forsite (« président »).
Cependant, ces dieux préhistoriques ont des racines imprécises ou mixtes (protoceltiques ou protogermaniques), qui permettent difficilement de distinguer un groupe de langues du « bloc du Nord-Ouest ».